# Тепсија
Тепсија је плитка кухињска посуда за печење хране, најчешће од метала. Округлог је облика, најчешће у пречнику има око 40cm. Висине је обично око 5cm.
Такође може бити и правоугаоног облика.
У тепсији се најчешће пече: месо, бурек, пита... Тепсија се најчешће користи за печење у пећници (рерна) штедњака.